# I See Monstas
I See Monstas (thường được cách điệu hóa I See MONSTAS, và trước đây được gọi là MONSTA), là một nhóm nhạc điện tử người Anh. Nhóm nhạc được thành lập vào năm  2012 và bao gồm nhà sản xuất Rocky và Rufio (còn được gọi chung là Pegasus) cùng với nam ca sĩ Skaar (trước đó được gọi là Bryn Christopher). Cả ba người đã từng chính thức phối khí cho Labrinth ("Last Time"), Zedd ("Spectrum"), và Tinie Tempah ("Trampoline") cùng với nhiều nghệ sĩ khác. Họ cũng là nhà sản xuất cho bài hát "Figure 8" của Ellie Goulding và "Ritual" từ album phòng thu thứ hai của cô Halcyon.
Dưới nghệ danh Monsta, họ đã phát hành một EP cùng tên dưới hãng đĩa của Skrillex, OWSLA vào ngày 23 tháng 10 năm 2012. Năm 2013 họ ký những bài hát trong EP của họ ("Holdin' On", "Messiah" and "Where Did I Go?") cho hãng thu âm Polydor Records. Nhóm nhạc phát hành EP Messiah gồm một số bản phối khí của Dirty South và Feed Me vào ngày 2 tháng 6 năm 2013 thông qua Polydor. Đĩa đơn tiếp theo, "Evolution" được phát hành vào ngày 3 tháng 10 năm 2013 một thời gian ngắn sau khi nhóm nhạc đổi tên thành I See Monstas, và đĩa mở rộng chứa bài hát "Evolution" bao gồm thêm ba bài hát khác được phát hành vào ngày 18 tháng 10 năm 2013.

## Danh sách đĩa nhạc

### Đĩa mở rộng
- Monsta (2012)
- Evolution (2013)

### Đĩa đơn
| 2012                                                                          | "Holdin' On" (dưới nghệ danh Monsta) | 48  | Monsta                |
| 2013                                                                          | "Messiah" (dưới nghệ danh Monsta)    | 154 | Monsta                |
| 2013                                                                          | "Evolution"                          | —   | Evolution             |
| 2014                                                                          | "Circles"                            | —   | Không thuộc album nào |
| — Bài hát không có mặt trên bảng xếp hạng hoặc không phát hành ở quốc gia đó. |                                      |     |                       |